# Distretto di Saybag
Il distretto di Saybag (沙依巴克区S) è un distretto della Cina, situato nella regione autonoma di Xinjiang e amministrato dalla prefettura di Ürümqi.